# Mesoplodon hotaula
Mesoplodon hotaula is een zoogdier uit de familie van de spitssnuitdolfijnen (Ziphiidae). De wetenschappelijke naam van de soort werd voor het eerst geldig gepubliceerd door Deraniyagala in 1963.

## Voorkomen
De soort is slechts bekend van negen gestrande individuen uit de Indische Oceaan en Stille Oceaan. Deze individuen zijn aangetroffen op de Seychellen, de Malediven, Sri Lanka, de Filipijnen, Kiribati en het atol Palmyra.